# Propretor
Propretor, (latinsko propraetor), je bil pri starih Rimljanih bivši pretor, ki je po službovanju v Rimu odšel s pretorsko oblastjo v provinco.
Propretorji so tako kot prokonzuli dobili v upravljanje eno od rimskih provinc. V carskih provincah je bil propretor vojaški poveljnik z naslovom Legatus Augusti pro praetore.